# Чернівецький регіональний парк
Черніве́цький регіона́льний ландша́фтний парк — розташований у центральній та північній частині Чернівецької області. Складається з кількох переважно лісових масивів: один розміщений на захід від міста Чернівців (на правому березі річки Прут), інший — на південь (у східній частині Чернівецької височини). Ще один масив прилягає безпосередньо до північно-східної околиці Чернівців, а четвертий (найбільший) охоплює західну частину Хотинської височини. 
Загальна площа парку — 21504 га. 
Охороняють умовно корінні чисті букові, чисті дубові з дуба скельного та буково-дубові ліси з дубом звичайним і скельним, дубово-ялицеві, ялицево-дубові, ялицево-букові, буково-ялицеві, ялицево-буково-дубові, грабово-ялицево-букові, грабово-буково-дубові та інші мішані ліси. Збереглася унікальна бучина тису ягідного у другому ярусі (ботанічна пам'ятка природи загальнодержавного значення «Тисовий Яр» площею 10 га). Охороняється 25 видів рослин, які занесені до Червоної книги України. 
Складовими частинами регіонального парку є заказник Цецино, урочище Берда та інші. 
Парк входить до складу ДП «Чернівецький лісгосп». На території державного підприємства «Чернівецький лісгосп» виділено 16,4 тис. га заповідних об'єктів, із них 15,4 тис. га — ландшафтний парк «Чернівецький», 1,0 тис. га — заказники державного і місцевого значення.